# 제한구역
《제한구역》(Olhos Azuis, Blue eyes)은 브라질에서 제작된 조세 조필리 감독의 2009년 드라마 영화이다. 데이비드 라쉐 등이 주연으로 출연하였다.

## 줄거리
은퇴에 만족하지 않은 채, 업무 마지막 날 미국의 한 출입국 관리관은 라틴계 미국인 승객들을 뉴욕공항의 방 안에 임의로 가둔다. 그곳에서 그는 놀랍고 비극적은 과정으로 심문을 수행한다.

## 출연

### 주연
- 데이비드 라쉐
- 크리스티나라고